# Athanasius Schneider
 (février 2016).
Si vous disposez d'ouvrages ou d'articles de référence ou si vous connaissez des sites web de qualité traitant du thème abordé ici, merci de compléter l'article en donnant les références utiles à sa vérifiabilité et en les liant à la section « Notes et références ».
Pour les articles homonymes, voir Schneider.
Athanasius Schneider, ORC, né Anton Schneider le 7 avril 1961 à Tokmok en république socialiste soviétique de Kirghizie, est l'évêque auxiliaire de l'archidiocèse catholique d'Astana (érigé le 7 mai 2003) au Kazakhstan.

## Biographie

### Famille et origines
Athanasius Schneider est issu d'une famille de quatre enfants d'Allemands de la mer Noire. Ses parents, Josef et Maria, née Trautmann sont, après la Seconde Guerre mondiale, déportés à Krasnokamsk dans l'Oural, sur ordre de Staline. Puis ils sont envoyés en Kirghizie, aux confins de l'Asie centrale, où naît leur fils Anton, à Tokmok, en 1961. En 1969, la famille s'installe en république socialiste soviétique d'Estonie à Valga, où le jeune garçon fréquente l'école russe.
En 1973, après qu'Anton eut fait sa première communion dans la clandestinité, la famille Schneider obtient l'autorisation de quitter l'URSS et passe en Allemagne de l'Ouest où leur nationalité allemande est reconnue en tant que descendants d'Allemands de la Mer Noire, par le droit du sang. Ils s'installent à Rottweil dans le Bade-Wurtemberg, où le jeune homme passe son baccalauréat en 1982.
Il a notamment une sœur prénommée Erika, en religion Sœur Marie-Thérèse, clarisse au couvent de Maria Vesperbild, près d'Augsbourg.

### En religion
Il entre, quelques mois après son baccalauréat, chez les chanoines réguliers de la Sainte-Croix de Coïmbre à Silz (Tyrol). Il y prend le nom de religion d'Athanasius en l'honneur de saint Athanase d'Alexandrie.
Il étudie la philosophie et la théologie au séminaire de l'ordre à Anapolis au Brésil, de 1984 à 1989. Il est ordonné prêtre le jour de l'Annonciation 1990 à Anapolis par Manuel Pestana Filho (1928-2011). Il est nommé ensuite vicaire à Notre-Dame d'Aparecida et directeur spirituel du couvent local de l'ordre.
Il étudie ensuite la patristique à Rome de 1991 à 1993, obtient sa licence à l'Angelicum en 1993, puis son doctorat, dont la thèse porte sur Le Pasteur d'Hermas, en 1997 à l'Augustinianum ; entretemps il donne des cours de patristique à Anapolis.
Il demeure ensuite à Rome de 1993 à 2001 où il fait partie du conseil général de son ordre. il est invité à partir de 1999 à donner des conférences de théologie au séminaire diocésain de Karaganda, où il s'installe finalement en 2001. Il y devient directeur des études et directeur spirituel.
Il prend part en octobre 2005 au synode des évêques qui se tient à Rome sur l'Eucharistie. Il intervient au sujet de la réception de l'Eucharistie à l'époque des persécutions communistes en URSS.
Outre l'allemand et le russe, Schneider parle l'italien, le portugais, l'anglais, l’espagnol et le français et connaît le grec ancien et le latin.

### Évêque
Il est nommé évêque titulaire de Celerina (de) et évêque auxiliaire de Karaganda par Benoît XVI en mars 2006 et consacré le 2 juin 2006 par le cardinal Sodano. Il célèbre sa messe de prémices dans sa paroisse de jeunesse, Saint-Pélage, à Rottweil, le 30 juillet 2006.
Il s'est fait connaître[réf. nécessaire] en 2008 par la publication en italien (suivi d'éditions anglaise, allemande, portugaise, estonienne, lituanienne, polonaise, hongroise et chinoise) du livre Dominus est, préfacé par le cardinal Malcolm Ranjith alors secrétaire de la Congrégation pour le culte divin et la discipline des sacrements, préconisant le rite traditionnel de réception de la communion sur la langue et à genoux et dénonçant les conséquences de l'introduction de la communion dans la main.
Il est nommé évêque auxiliaire de l'archidiocèse d'Astana par Benoît XVI, le 5 février 2011.
Il fait construire plusieurs églises paroissiales et centres paroissiaux au Kazakhstan, notamment la Cathédrale Notre-Dame-de-Fatima de Karaganda, et il est nommé chancelier et vicaire général de l'archidiocèse. Il est également secrétaire de la commission liturgique de la conférence des évêques de Russie.
En 2015, à la demande du Saint-Siège, Schneider effectue une visite canonique des séminaires de la Fraternité sacerdotale Saint-Pie-X de Flavigny en France et de Winona aux États-Unis.

## Prises de position
Lors d'une conférence théologique à Rome en décembre 2010, Schneider se prononce[réf. nécessaire] en faveur de la publication d'un nouveau Syllabus qui clarifierait certains passages ambigus du concile Vatican II et corrigerait des interprétations hétérodoxes qui en sont issues.
Il est un ardent défenseur de l'initiative des quatre cardinaux (Carlo Caffarra, Walter Brandmüller, Raymond L. Burke et Joachim Meisner) qui ont présenté au pape François, le 19 septembre 2016, cinq dubia relatifs au contenu de l'exhortation apostolique Amoris Laetitia. Il est aussi l'un des trois auteurs de la Profession des vérités immuables sur le mariage sacramentel du 31 décembre 2017 qui défend la doctrine traditionnelle de l'Eglise concernant le refus d'accorder la communion aux divorcés remariés qui, sans préjuger de leur culpabilité subjective, n'ont pas bénéficié d'une annulation de leur précédente union et vivent more uxorio.

## Ouvrages

### En tant qu'auteur
- (de) Athanasius Schneider, Propter sanctam ecclesiam suam : Die Kirche als Geschöpf, Frau und Bau im Bussunterricht des Pastor Hermae (thèse), Rome, Institut patristique Augustinianum, 1999 (ISBN 88-7961-030-9, LCCN 00688210)
- (it) Athanasius Schneider, Dominus est : Riflessioni di un vescovo dell'Asia centrale sulla sacra comunione, Librairie éditrice vaticane, 2008, 70 p. (ISBN 978-8820980016)
  - (pl) Athanasius Schneider (trad. Andrzej Spurgjasz), Dominus est : Refleksje Biskupa z Azji Środkowej o Komunii świętej, Sœurs de Lorette, 12 septembre 2009, 79 p. (ISBN 978-8372573292)
  - Athanasius Schneider, Dominus est : Pour comprendre le rite de communion pratiqué par Benoît XVI, Paris, Artège, 1er octobre 2008, 93 p. (ISBN 978-2916053356)
  - (en) Athanasius Schneider (trad. de l'italien par Nicholas L. Gregoris, préf. Albert Malcolm Ranjith), Dominus Est - It is the Lord! : Reflections of a Bishop of Central Asia on Holy Communion [« Dominus est, Riflessioni di un vescovo dell'Asia centrale sulla sacra comunione »], Pine Beach, Newman House Press, 8 août 2012 (1re éd. 5 janvier 2009), 64 p. (ISBN 978-0-9778846-1-2, LCCN 2011276875)
  - (de) Athanasius Schneider, Dominus est - es ist der Herr : Gedanken eines Bischofs aus Zentralasien über die Heilige Kommunion, Neusäß, SJM-Verlag, 2008, 67 p. (ISBN 978-3-932426-44-5)
  - (es) Athanasius Schneider, Dominus est : Reflexiones de un obispo de Asia central sobre la Sagrada Comunion, Librairie éditrice vaticane, 1er juin 2009, 78 p. (ISBN 978-8820982171)
  - (pt) Athanasius Schneider, Dominus Est! É o Senhor! : O dom inestimável da Sagrada Comunhão, Raboni Editora, 2009, 82 p. (ISBN 978-85-7345-176-4)
  - (hu) Athanasius Schneider (trad. Kovács Ervin Gellért), Dominus est : Egy közép-ázsiai püspök gondolatai a szentáldozásról, Budapest, Szent István Társulat, 2010 (réimpr. 2014), 80 p. (ISBN 978-9632771755)
  - (ja) Athanasius Schneider (trad. Hajime Kato), Dominus est, St. Thomas Inc., 21 octobre 2017, 62 p. (ISBN 978-4990864590)
  - (de) Athanasius Schneider, Es ist der Herr : Gedanken zum Empfang der heiligen Kommunion, St. Grignion-Verlag, 20 juillet 2018, 1re éd., 80 p. (ISBN 978-3932085697)
- (de) Athanasius Schneider (trad. André Charton), Karaganda, Kasachstan : Die Kathedrale Unsere Liebe Frau von Fatima Mutter aller Nationen, Parvis, septembre 2013, 76 p. (ISBN 978-2880228644)
  - Athanasius Schneider (trad. du russe par André Charton), La cathédrale Notre-Dame de Fatima - Mère de toutes les Nations : Karaganda, Kazakhstan, Bordeaux, Résiac, 7 décembre 2013, 60 p. (ISBN 978-2-85268-466-9)
- (it) Athanasius Schneider, Corpus Christi : La Santa Comunione e il rinnovamento della Chiesa, Rome, Librairie éditrice vaticane, 26 août 2013, 102 p. (ISBN 978-8820991135)
  - (en) Athanasius Schneider, Corpus Christi : Holy Communion and the Renewal of the Church, Lumen Fidei Press, 24 mars 2014, 72 p. (ISBN 978-178280-201-3)
  - Athanasius Schneider (préf. cardinal Raymond Burke), Corpus Christi : La communion dans la main au cœur de la crise de l’Église, Paris, Contretemps, 1er juillet 2014, 116 p. (ISBN 978-2953631128)
  - (de) Athanasius Schneider, Corpus Christi : Gedanken über die heilige Kommunion und die Erneuerung der Kirche, Neusäß, SJM-Verlag, 10 octobre 2014, 112 p. (ISBN 978-3940879332)
  - (cs) Athanasius Schneider (trad. Filip M. Antonín Stajner), Corpus Christi : Svaté Přijímání a obnova Církve, Flétna, 2015, 79 p. (ISBN 978-80-88068-03-7)
  - (sl) Athanasius Schneider (trad. Alen Štojs Goljar et Simon Kocjan, préf. cardinal Raymond Burke), Corpus Christi : Sveto obhajilo in prenova Cerkve, Šmarje, Juventutem Slovenija S. Kocjan, 2015, 79 p. (ISBN 978-961-283-376-3)
  - (pl) Athanasius Schneider (préf. cardinal Raymond Burke), Corpus Christi : Komunia święta i odnowa Kościoła, Varsovie, Sœurs de Lorette, 2015, 120 p. (ISBN 978-83-7257-742-9)
- (it) Athanasius Schneider, Andate e portate frutto : Esercizi spirituali ai sacerdoti, Fede & Cultura, 2015, 144 p. (ISBN 978-8864094090)
- Athanasius Schneider, Robert F. Vasa (en) et Aldo Pagotto (pt) (préf. cardinal Jorge Medina Estévez), Le synode sur la famille en 100 questions : Trois évêques témoignent, Contretemps, 2015, 130 p. (ISBN 978-2953631142)
- (it) Cardinal Raymond Burke, cardinal Walter Brandmüller, Athanasius Schneider, Marcello Pera, Renzo Puccetti et Valerio Gigliotti, Chiesa cattolica, dove vai? : Una dichiarazione di fedeltà [« Église catholique, où vas-tu ? Une déclaration de fidélité »], Fede & Cultura, 11 septembre 2018, 110 p. (ISBN 978-8864096711)
- (en) Athanasius Schneider et Diane Montagna (en), Christus Vincit : Christ's Triumph Over the Darkness of the Age, Brooklyn, Angelico Press, septembre 2019, 338 p. (ISBN 978-1-62138-490-8 et 978-1-621384-892)
  - (de) Athanasius Schneider et Diane Montagna (en), Christus Vincit : Der Triumph Christi über die Finsternis dieser Zeit, Fe-Medienverlag, 24 juin 2020, 464 p. (ISBN 978-3863572693)
  - Athanasius Schneider et Diane Montagna (en) (trad. Jeanne Smits), Christus Vincit : Le triomphe du Christ sur les ténèbres de notre temps, Paris, Contretemps, 10 septembre 2020, 400 p. (ISBN 978-2916951195)
  - (es) Athanasius Schneider et Diane Montagna (en), Christus Vincit : El triunfo de Cristo sobre la oscuridad de la Iglesia, Parresia, 15 octobre 2020, 361 p. (ISBN 979-8696576541)
  - (it) Athanasius Schneider et Diane Montagna (en), Christus Vincit : Il trionfo di Cristo sulle tenebre del nostro tempo, Fede & Cultura, 19 novembre 2020, 480 p. (ISBN 978-8864098593)
  - (pl) Athanasius Schneider et Diane Montagna (en) (trad. Izabela Parowicz), Christus Vincit : Tryumf Chrystusa nad mrokami czasów, Wydawnictwo Dębogóra, 2020, 394 p. (ISBN 978-83-64964-19-0)
- (en) Athanasius Schneider et Pawel Lisicki, The Springtime That Never Came, Sophia Institute Press, 23 mai 2022, 320 p. (ISBN 978-1-64413-513-6)
  - (pl) Athanasius Schneider et Pawel Lisicki, Wiosna Kościoła która nie nadeszła, Esprit, 1er juillet 2022, 448 p. (ISBN 978-8366407602)
- (it) Athanasius Schneider et Aurelio Porfiri, La Messa cattolica : Passi per ripristinare la centralità di Dio nella liturgia, Chorabooks, 27 janvier 2022, 208 p. (ISBN 978-9887529774)
  - (en) Athanasius Schneider et Aurelio Porfiri (trad. Diane Montagna (en)), The Catholic Mass : Steps to Restore the Centrality of God in the Liturgy, Sophia Institute Press, 24 janvier 2022, 320 p. (ISBN 978-1-64413-540-2)
  - Athanasius Schneider et Aurelio Porfiri (trad. Jeanne Smits), La Messe catholique : Remettre Dieu au centre de la liturgie, Contretemps, 29 septembre 2022, 266 p. (ISBN 978-2916951232)
  - (es) Athanasius Schneider et Aurelio Porfiri, La Misa Católica : Pasos para restaurar la centralidad de Dios en la liturgia, Ediciones Cristiandad, 2023, 275 p. (ISBN 978-84-7057-679-9)
  - (pl) Athanasius Schneider et Aurelio Porfiri, Msza katolicka : Jak przywrócić centralne miejsce Boga w liturgii, Esprit, 2022, 336 p. (ISBN 978-8367291859)
- (en) Athanasius Schneider, Credo : Compendium of the Catholic Faith, Sophia Institute Press, 19 septembre 2023, 432 p. (ISBN 978-1644139400)
- (en) Athanasius Schneider, Credo Study Journal, Sophia Institute Press, 19 septembre 2023, 144 p. (ISBN 979-8-88911-170-2)
- (it) Athanasius Schneider, Uomo di Dio, Fede & Cultura, 1er décembre 2023, 224 p. (ISBN 979-1254781128)

### En tant que préfacier
- (it) Paul Cocard (préf. Athanasius Schneider), Non è pane, è Gesù : Il corretto modo di fare la comunione, Fede & Cultura, 2015, 96 p. (ISBN 978-8864094113)
- (de) Markus Büning (préf. Athanasius Schneider), Brücken zur Heiligkeit : Die Sakramente der Kirche im Leben der Heiligen und Seligen, Christiana, 19 février 2015, 144 p. (ISBN 978-3717112457)
- (it) Roberto de Mattei (préf. Athanasius Schneider), Plinio Corrêa de Oliveira : Apostolo di Fatima. Profeta del Regno di Maria., Fiducia, 15 juin 2017, 416 p. (ISBN 978-8886387132)
- (en) Taylor Marshall (préf. Athanasius Schneider), Infiltration : The Plot to Destroy the Church from Within, Sophia Institute Press, 31 mai 2019, 224 p. (ISBN 978-1622828463)
  - (es) Taylor Marshall (trad. Iván León León, préf. Athanasius Schneider), Infiltración : El complot para destruir la Iglesia desde dentro, Homo Legens, 24 juillet 2020, 340 p. (ISBN 978-8418162022)
  - (it) Taylor Marshall (trad. Gaetano Masciullo, préf. Athanasius Schneider), Gli infiltrati : Il complotto per distruggere la chiesa dall'interno, Fede & Cultura, 25 novembre 2022, 251 p. (ISBN 979-1254780336)
  - (pl) Taylor R. Marshall (trad. Małgorzata Samborska, préf. Athanasius Schneider), Infiltracja : Spisek, który ma zniszczyć Kościół od środka, Cracovie, Wydawnictwo AA, 2020, 359 p. (ISBN 978-83-65758-24-8)
- (es) Juan Rodolfo Laise (trad. Ricardo Regidor, préf. Athanasius Schneider), La Comunión en la mano : Documentos e historia, 22 juin 2020, 146 p. (ISBN 979-8654296832)
- (en) Robert Bellarmin, Henry Turberville et Thomas Vincent Faustus Sadler (en) (préf. Athanasius Schneider), Tradivox : Catholic Catechism Index, vol. II, Sophia Institute Press, 2021, 350 p. (ISBN 978-1-64413-352-1)
- (it) Marino Neri (préf. Athanasius Schneider), Meum ac vestrum sacrificium : Introduzione alla Messa Tridentina, Chorabooks, 4 juin 2021, 88 p. (ISBN 978-9887529781)

### Note
1. ↑  Sa thèse est reçue par les professeurs Prosper Grech et Vittorino Grossi
2. ↑  Les coconsécrateurs étant Józef Wesołowski, nonce apostolique en Asie centrale (Kazakhstan (en), Kirghizistan (en), Tadjikistan (en), Ouzbékistan (en)), et Jan Paweł Lenga, M.I.C., archevêque de Karaganda.